# Campeonato Mundial de Karate de 2002
El Campeonato Mundial de Karate de 2002 fue la edición número 16 del torneo de karate más importante del mundo. Se desarrolló en la ciudad de Madrid, España, entre el 21 al 24 de noviembre de 2002. Participaron un total de 751 deportistas provenientes de 84 países del mundo, quienes formaron parte de alguna de las 17 competencias del torneo.
Los deportistas franceses lograron el primer lugar del medallero. En el segundo puesto se ubicaron los locales, quienes acabaron con la supremacía francesa en la modalidad de Kumite masculino por equipos, recuperando el título que habían ganado en Granada 1992.

## Resultados

### Resultados individuales

#### Kata
| Posición | País      | Deportista       |
| -------- | --------- | ---------------- |
| 1        | Japón     | Takashi Katada   |
| 2        | España    | Javier Hernández |
| 3        | Venezuela | Antonio Díaz     |

| Posición | País        | Deportista        |
| -------- | ----------- | ----------------- |
| 1        | Japón       | Atsuko Wakai      |
| 2        | Francia     | Myriam Szkudlarek |
| 3        | El Salvador | Marcela Remiasová |
| 3        | Venezuela   | Yohana Sánchez    |

#### Kumite

##### Kumitemasculino
| Posición | País        | Deportista       |
| -------- | ----------- | ---------------- |
| 1        | Benín       | Damien Dovy      |
| 2        | Francia     | Cécil Boulesnane |
| 3        | Reino Unido | Paul Newby       |
| 3        | Irán        | Hossein Rouhani  |

| Posición | País           | Deportista     |
| -------- | -------------- | -------------- |
| 1        | Estados Unidos | George Kotaka  |
| 2        | Alemania       | Lazar Boskovic |
| 3        | Irán           | Mehdi Amozadeh |
| 3        | Italia         | Andrea Calzola |

| Posición | País    | Deportista            |
| -------- | ------- | --------------------- |
| 1        | Italia  | Giuseppe di Domenico  |
| 2        | Croacia | Gustaff Lefevre       |
| 3        | Francia | Messaoud Hammou       |
| 3        | España  | Oscar Vázquez Martins |

| Posición | País     | Deportista           |
| -------- | -------- | -------------------- |
| 1        | España   | Iván Leal Reglero    |
| 2        | Irán     | Jasem Modamivishkaei |
| 3        | Alemania | Koeksal Cakir        |
| 3        | Turquía  | Ismail Hakki Sen     |

| Posición | País         | Deportista       |
| -------- | ------------ | ---------------- |
| 1        | Francia      | Yann Baillon     |
| 2        | Países Bajos | Daniël Sabanovic |
| 3        | Turquía      | Zeynel Celik     |
| 3        | Yugoslavia   | Milos Zivkovic   |

| Posición | País            | Deportista         |
| -------- | --------------- | ------------------ |
| 1        | Reino Unido     | Leon Walters       |
| 2        | Rusia           | Aleksandr Guerunov |
| 3        | Francia         | Seydina Balde      |
| 3        | República Checa | Jan Tuček          |

| Posición | País        | Deportista                |
| -------- | ----------- | ------------------------- |
| 1        | Yugoslavia  | Predrag Stojadinov        |
| 2        | Austria     | Daniel Devigili           |
| 3        | El Salvador | Klaudio Farmadin          |
| 3        | Grecia      | Konstantinos Papadopoulos |

##### Kumitefemenino
| Posición | País     | Deportista     |
| -------- | -------- | -------------- |
| 1        | Alemania | Kora Knuehmann |
| 2        | Italia   | Michela Nanni  |
| 3        | Rumania  | S. Anghel      |
| 3        | Francia  | Nadia Mecheri  |

| Posición | País     | Deportista          |
| -------- | -------- | ------------------- |
| 1        | Francia  | Nathalie Leroy      |
| 2        | Túnez    | Ibtissem Hannachi   |
| 3        | Japón    | Yuuko Takahashi     |
| 3        | Alemania | Alexandra Witteborn |

| Posición | País           | Deportista       |
| -------- | -------------- | ---------------- |
| 1        | Estados Unidos | Elisa Au         |
| 2        | Hungría        | Zsuzsanna Klima  |
| 3        | Francia        | Laurence Fischer |
| 3        | Brasil         | Lucelia Ribeiro  |

| Posición | País       | Deportista          |
| -------- | ---------- | ------------------- |
| 1        | Yugoslavia | Snežana Perić       |
| 2        | Luxemburgo | Tessy Scholtes      |
| 3        | Italia     | Roberta Minet       |
| 3        | Malasia    | Premila Supramaniam |

### Resultados por equipos

#### Kata
| Posicisón | País    |
| --------- | ------- |
| 1         | Japón   |
| 2         | España  |
| 3         | Croacia |
| 3         | Italia  |

| Posición | País    |
| -------- | ------- |
| 1        | Francia |
| 2        | Japón   |
| 3        | Italia  |
| 3        | España  |

#### Kumite
| Posición | País        |
| -------- | ----------- |
| 1        | España      |
| 2        | Reino Unido |
| 3        | -           |
| 3        | Irán        |

| Posición | País        |
| -------- | ----------- |
| 1        | España      |
| 2        | Francia     |
| 3        | Reino Unido |
| 3        | Turquía     |

## Medallero
Se entregaron un total de 67 medallas entre 26 países distintos. Francia quedó en el primer lugar lugar del medallero, seguido de España y Japón, respectivamente.
| Medallero |                 |     |       |        |       |
| Posición  | País            | Oro | Plata | Bronce | Total |
| 1         | Francia         | 3   | 3     | 4      | 10    |
| 2         | España          | 3   | 2     | 2      | 7     |
| 3         | Japón           | 3   | 1     | 1      | 5     |
| 4         | Yugoslavia      | 2   | 0     | 1      | 3     |
| 5         | Estados Unidos  | 2   | 0     | 0      | 2     |
| 6         | Italia          | 1   | 1     | 4      | 6     |
| 7         | Alemania        | 1   | 1     | 2      | 4     |
| 7         | Reino Unido     | 1   | 1     | 2      | 4     |
| 9         | Benín           | 1   | 0     | 0      | 1     |
| 10        | Irán            | 0   | 1     | 3      | 4     |
| 11        | Croacia         | 0   | 1     | 1      | 2     |
| 12        | Austria         | 0   | 1     | 0      | 1     |
| 12        | Hungría         | 0   | 1     | 0      | 1     |
| 12        | Luxemburgo      | 0   | 1     | 0      | 1     |
| 12        | Países Bajos    | 0   | 1     | 0      | 1     |
| 12        | Rusia           | 0   | 1     | 0      | 1     |
| 12        | Túnez           | 0   | 1     | 0      | 1     |
| 18        | Turquía         | 0   | 0     | 3      | 3     |
| 19        | El Salvador     | 0   | 0     | 2      | 2     |
| 19        | Venezuela       | 0   | 0     | 2      | 2     |
| 21        | Brasil          | 0   | 0     | 1      | 1     |
| 21        | Egipto          | 0   | 0     | 1      | 1     |
| 21        | Grecia          | 0   | 0     | 1      | 1     |
| 21        | Malasia         | 0   | 0     | 1      | 1     |
| 21        | República Checa | 0   | 0     | 1      | 1     |
| 21        | Rumania         | 0   | 0     | 1      | 1     |